# Internetzensur in der Volksrepublik China
Die Volksrepublik China ist eines der Länder, die eine Internetzensur (chinesisch 中国网络审查, Pinyin zhōngguó wǎngluò shěnchá – „chinesische Internetzensur“) durchführen. Die Mechanismen zur Zensur des Internets in der Volksrepublik China werden innerhalb und außerhalb Chinas als Große Firewall von China (chinesisch 防火长城, Pinyin fánghuǒ chángchéng) oder das Projekt „Goldener Schild“ (chinesisch 金盾工程, Pinyin jīndùn gōngchéng) bezeichnet.
China zieht mit der Internetzensur die Kritik zahlreicher anderer Länder auf sich. Es wird kritisiert, China verletze die selbst in der chinesischen Verfassung garantierte Meinungsfreiheit und grundlegende Menschenrechte der Chinesen. Die chinesische Regierung gibt offiziell vor, nicht anders als viele andere Länder auch, die Bevölkerung vor schädlichen Inhalten (Gewalt, Pornografie, Kriminalität) zu schützen:
„Im Kampf gegen den Terrorismus und andere kriminelle Akte haben alle Staaten das Recht, zur Wahrung der Sicherheit des Staates und der Interessen seiner Bürger Inhalte bestimmter Internetseiten zu filtern. Und ich denke, alle Länder sind im Begriff, eben das zu tun.“

## Entwicklung der Internetkontrolle seit den 1990er Jahren
Obwohl bereits 1987 die erste E-Mail in China versendet wurde, entstand erst 1994 die erste chinesische Website. Auf eine langsame Startphase folgte ab 1997 eine sprunghafte Entwicklung des Internets in China. Zwischen 1997 und 2009 stieg die Anzahl der chinesischen Websites von 1.003 auf 3.061.000, und die Anzahl der Internetnutzer stieg von 620.000 auf 338 Millionen.
Mit der wachsenden Anzahl an Internetnutzern und chinesischsprachigen Websites stieg auch die Aufmerksamkeit der chinesischen Regierung an einer effektiven Kontrolle dieses Mediums. Es sollte verhindert werden, dass mittels des Internets ein Zugang zu unzensierten Informationen ermöglicht wird. Nach offiziellen Angaben könnte das Internet dazu genutzt werden, um Staatsgeheimnisse zu erfahren und die Staatssicherheit zu gefährden. Aus diesem Grund mussten sich Internetbenutzer ab 1996 beim Ministerium für Staatssicherheit registrieren lassen, und ab 1997 unterstanden Internetbetreiber der staatlichen Kontrolle. Weiterhin wurden Vorschriften zur Internetnutzung herausgegeben. Da die Formulierung dieser Vorschriften jedoch ungenau war und somit sehr viel Interpretationsraum ermöglichte, konnte jede Internetaktivität als illegal dargestellt werden.
Im September 2000 folgte eine neue Bestimmung zur Eigenverantwortung von Internetbetreibern: Es wurde nicht nur verstärkte Selbstkontrolle gefordert, sondern darüber hinaus muss garantiert werden, dass der Inhalt der aufrufbaren Websites legal ist. Folglich müssen die Internetbetreiber alle hochgeladenen Websites kontrollieren, wodurch ein effektives Zensursystem entsteht. Weiterhin müssen persönliche Nutzerdaten und die aufgerufenen Websites gespeichert werden sowie auf Anfrage an die Regierung ausgehändigt werden.
2005 wurden diese Bestimmungen, aufgrund des Verbots der Verbreitung von Nachrichten ohne staatliche Genehmigung im Internet, verschärft. Zwei Jahre später forderte der damalige Staatspräsident Hu Jintao, es müssen mehr Ressourcen zur Internetkontrolle bereitgestellt werden, und die Propaganda im Internet sollte verstärkt werden. Er forderte weiterhin vom Politbüro, dass die KPCh eine dominantere Rolle bei der Meinungsbildung im Internet haben müsse.
Im Sommer 2017 wurden Suchergebnisse zu Pu der Bär auf dem Mikrobloggingdienst Weibo blockiert. Als Grund dafür wurde genannt, es handele sich um „illegalen Inhalt“. Dem vorausgegangen waren Vergleiche der Kinderbuchfigur mit Staatspräsident Xi Jinping, die Blogger nach einem Foto Xis mit Barack Obama tätigten.
Rund einen Monat später sperrte die Universität Cambridge den Zugang zu Artikeln ihrer Zeitschrift „China Quarterly“, die China als kritisch betrachtete. Das staatliche Hauptamt für Presse, Publikation, Radio, Film und Fernsehen (SAPPRFT) verlangte von der Cambridge University Press (CUP), den chinesischen Zugang zu 315 ihrer digitalen Artikel und Buchbesprechungen zu blockieren. Bereits zwei oder drei Tage danach hob die CUP nach internationalen Protesten alle ihr durch Chinas oberste Zensurbehörde aufgedrängten Zensurmaßnahmen wieder auf.

## Rechtliche Grundlagen
Die chinesische Regierung verteidigt ihren Anspruch, das Internet zu zensieren, damit, dass sie innerhalb ihrer Landesgrenzen ihre eigenen Regeln anwenden dürfe. Firmen und Personen aus dem Ausland könnten das Internet nutzen, müssten sich aber an die Gesetze des Landes halten. Ein White Paper aus dem Jahr 2010 nannte das Internet „eine Sammlung menschlicher Weisheit“. Gleichzeitig erklärte die Regierung aber auch, dass die Bürger nicht auf diese gesamte Weisheit zugreifen dürften.
Abschnitt 5 der Regulatorien bezüglich Computernetzen und Internetsicherheit, Schutz und Verwaltungsregeln, herausgegeben am 11. Dezember 1997 vom Staatsrat, listet auf:
Keine Gruppen oder Individuen dürfen das Internet nutzen, um folgende Arten von Informationen zu erzeugen, nachzumachen, abzurufen oder zu übertragen:
1. Anstiftung zu Widerstand oder Verletzung von Verfassung und Gesetzen oder der Anwendung von Verwaltungsregularien;
2. Anstiftung zum Stürzen der Regierung oder des sozialistischen Systems;
3. Anstiftung zur Zerteilung des Landes und Verletzen der nationalen Einheit;
4. Anstiftung zum Schüren von Hass oder Diskriminierung von Nationalitäten oder Verletzen der Einheit der Nationalitäten;
5. Falschaussagen tätigen, die Wahrheit verzerren, Gerüchte streuen, die Ordnung der Gesellschaft zerstören;
6. Verbreitung von feudalem Aberglauben, sexuell anzüglichem Material, Spiel, Gewalt, Mord;
7. Terrorismus oder Anstiftung zu kriminellen Handlungen; andere Menschen offen beleidigen oder die Wahrheit verdrehen, um andere zu verleumden;
8. den Ruf von staatlichen Organisationen schädigen;
9. weitere Handlungen gegen die Verfassung, das Gesetz oder Verwaltungsregulatorien.[11]

## Das Projekt „Goldener Schild“
1993 startete China im Zuge der Entwicklung der Internetanbindung in China die „Goldenen Projekte“, die die Informationstechnik mit der Wirtschaft in Verbindung bringen und die Koordination der Marktökonomie fördern sollten. Darunter war auch das Projekt „Goldener Schild“, mit dem das chinesische Ministerium für Staatssicherheit beauftragt wurde. Was genau das Projekt alles beinhaltet, wird außerhalb von Regierungskreisen nicht offiziell bekanntgegeben. Angeblich umfasse es die Errichtung von Diensten zur Regelung der öffentlichen Sicherheit. Manche Quellen geben an, im Rahmen der Etablierung dieses Projekts sei auch eine Firewall für das Internet entwickelt worden. Außerhalb Chinas wird bereits dieses Projekt als riesige chinesische Firewall bezeichnet, welche die KPCh errichtet habe. Es lässt sich aber letztendlich nicht mit Gewissheit feststellen, ob dieses Projekt überhaupt Maßnahmen zur Internetzensur enthielt und welcher Art diese sein sollten.

## Die „Great Firewall of China“
Die „Great Firewall of China“ ist eine Gesamtbezeichnung für verschiedene Systeme zur staatlichen Internetzensur in China.
An der ersten Weltkonferenz des Internet im November 2014 in Wuzhen, China, warb die chinesische Regierung für eine weltweite Internet-Aufsicht. China müsse im Cyberspace seine eigenen Regeln setzen, so Ministerpräsident Li Keqiang. Chinas Regierung will die Verwaltung des Internets gemäß seinen Gesetzen verstärken. Die Internetzensur hinter der „Great Firewall“ hat seit der Machtübernahme des Parteichefs Xi Jinping im März 2013 ständig zugenommen. Selbst Tunneldienste (VPN), mit denen Nutzer die Blockaden umgehen können, sind massiv gestört; sie werden teilweise in Echtzeit blockiert.
Seit Anfang 2017 benötigen alle VPN-Anbieter eine staatliche Erlaubnis. Apple wurde dazu aufgefordert, VPN-Apps in China, die nicht den neuen Regularien entsprechen, zu entfernen. Ab Februar 2018 soll Privatpersonen der Zugang zu VPN-Diensten untersagt sein.

## Techniken

### Blockieren von IP-Adressen
Die chinesische Regierung führt gegenüber unerwünschten Websites eine IP-Adressblockade durch; dies ist die einfachste und wirksamste Maßnahme, um unerwünschte Inhalte zu blockieren. Die Methode kann allerdings umgangen werden, indem der Anwender einen gewöhnlichen Proxy außerhalb von China findet und sich darüber Zugang verschafft. Allerdings hat die chinesische Abteilung für die Netzblockade häufig benutzte Proxys ebenfalls auf die „Schwarze Liste“ gesetzt.

### Filtern und Blockieren von Schlüsselwörtern
IP-Pakete werden durch einen Backbone-Router auf kritische Wörter, wie zum Beispiel Falun-Gong, untersucht. Die beiden Teilnehmer, die eine TCP-Verbindung aufgebaut haben, über die sie per HTTP kommunizieren, bekommen nun von Rechnern, die diesen Verkehr kontrollieren, TCP-RST-Pakete gesendet. Dies führt zum Abbau der TCP-Verbindung. Durch diesen einfachen Mechanismus blockiert die chinesische Regierung regimekritische Webseiten außerhalb ihres Staatsgebietes. Es gibt unterschiedliche webbasierte Werkzeuge, mit denen festgestellt werden kann, ob eine bestimmte Webseite in China blockiert ist, wie z. B. GreatFire.org, blockedinchina.net und andere.
Durch die Verwendung von VPN oder HTTPS konnte dieser Mechanismus jedoch umgangen werden, da eine Analyse der Pakete auf bestimmte Wörter wegen der Verschlüsselung damit nicht mehr möglich war. Jedoch können diese Protokolle durch Verwerfen der entsprechenden IP-Pakete generell gesperrt werden. Lange galt dies als höchst unwahrscheinlich, da auch ein bedeutender Teil der Kommunikation in der Wirtschaft mithilfe von VPN abgewickelt wurde. Im Januar 2015 häuften sich jedoch Medienberichte darüber, dass bestimmte VPN-Protokolle, u. a. IPsec, inzwischen gesperrt seien.
Der Apple-Konzern hat im August 2017 in China die meisten Anti-Zensur-Programme aus seinem App-Store gelöscht. Apple sei dazu verpflichtet, weil sie „gegen neue chinesische Gesetze verstoßen“, heißt es in einer kurzen Stellungnahme. Anbieter, die sich in China offiziell registriert haben, seien auch weiter verfügbar.

### Rolle der westlichen Internetwirtschaft
Westliche Internetunternehmen, insbesondere Suchmaschinenbetreiber (darunter z. B. Yahoo und MSN), sehen sich der Kritik ausgesetzt, ohne Rücksicht auf moralische Verpflichtungen China bei dem Aufbau der „Großen Firewall“ behilflich zu sein, um ihre Marktposition in China zu sichern oder auszuweiten. So filtern oben genannte Unternehmen beispielsweise die Ergebnisse ihrer Suchmaschinen so, dass zensurrelevante Treffer nicht aufgeführt werden, wodurch sie aktiv die Zensurpolitik der KPCh unterstützen.
Ohne dieses Engagement hätte die Bevölkerung Chinas auf die meistgenutzten Suchmaschinen im Ausland wohl keinen Zugriff erhalten. Stichworte wie „Demokratie“, „Menschenrechte“ usw. sind beispielsweise für chinesische Nutzer zensiert, das heißt, es werden nur regierungskonforme Treffer angezeigt.
Im Januar 2010 kündigte Google an, das Suchmaschinengeschäft in China zu überdenken und eventuell eine Schließung von google.cn und Büros in China in Erwägung zu ziehen. Seit Ende März 2010 wird der Aufruf der chinesischen Google-Seite auf die Version aus Hongkong umgeleitet. Diese unterliegt nicht der chinesischen Zensur. Im Juli desselben Jahres wurde Googles Suchmaschinenlizenz für China verlängert, unter der Bedingung, die alte chinesische Variante der Suchmaschine wiederherzustellen. Allerdings befindet sich nun ein gut sichtbarer Verweis zur Version aus Hongkong auf der Startseite von Google.
Im Falle des 2005 zu zehn Jahren Haft verurteilten Journalisten Shi Tao wurde bekannt, dass Yahoo die zur Ergreifung nötigen Informationen den chinesischen Behörden ausgeliefert hatte. Das Committee to Protect Journalists und Reporter ohne Grenzen zeigten sich entrüstet und alarmiert.
Zum 1. November 2021 hat der US-Konzern Yahoo seine Arbeit in China eingestellt. Als Begründung führte das kalifornische Unternehmen die zunehmend schwierigen geschäftlichen und rechtlichen Rahmenbedingungen an. Yahoo fühle sich „weiterhin den Rechten unserer Nutzer sowie einem freien und offenen Internet verpflichtet“, teilte das Unternehmen außerdem mit.

## Sonstige Internetzensur
Am 19. April 2020 verhaftete die chinesische Polizei Chen Mei und Cai Wei, die Freiwillige für Terminus 2049 sind, und beschuldigte sie, „Streitigkeiten zu führen und Ärger zu provozieren“. Terminus 2049 wird auf GitHub gehostet. Seit dem Ausbruch von Covid-19 haben Cai und Chen Nachrichtenartikel, Interviews und andere Materialien archiviert, die auf chinesischen Medien und Social-Media-Plattformen veröffentlicht wurden und von Zensoren in China entfernt wurden.